# Lógica modal clássica
Em lógica modal, uma lógica modal clássica L é qualquer lógica modal contendo (como axioma ou teorema)
{\displaystyle \Diamond A\equiv \lnot \Box \lnot A}
e sendo fechada sob a regra
{\displaystyle A\equiv B\vdash \Box A\equiv \Box B.}
Alternativamente pode-se dar uma definição dual de L na qual L é classica se e somente se contém (como axioma ou teorema)
{\displaystyle \Box A\equiv \lnot \Diamond \lnot A}
e é fechada sob a regra
{\displaystyle A\equiv B\vdash \Diamond A\equiv \Diamond B.}
O sistema clássico mais fraco, algumas vezes referido como E, é  não-nomal. Tanto a semântica algébrica quanto a de vizinhanças caracterizam sistemas modais clássicos similares que são mais fracos que a mais fraca lógica modal normal K.